# Luci Furi (tribú)
Luci Furi (en llatí Lucius Furius) va ser un magistrat romà del segle iv aC. Formava part de la gens Fúria, una gens romana d'origen patrici de gran antiguitat.
Va ser elegit tribú de la plebs l'any 307 aC. En el seu tribunat va prohibir als comicis (comitia) d'elegir com a cònsol el censor Appi Claudi Cec fins que aquest no renunciés al seu càrrec de censor, segons establia la llei.